# Lineare Unabhängigkeit

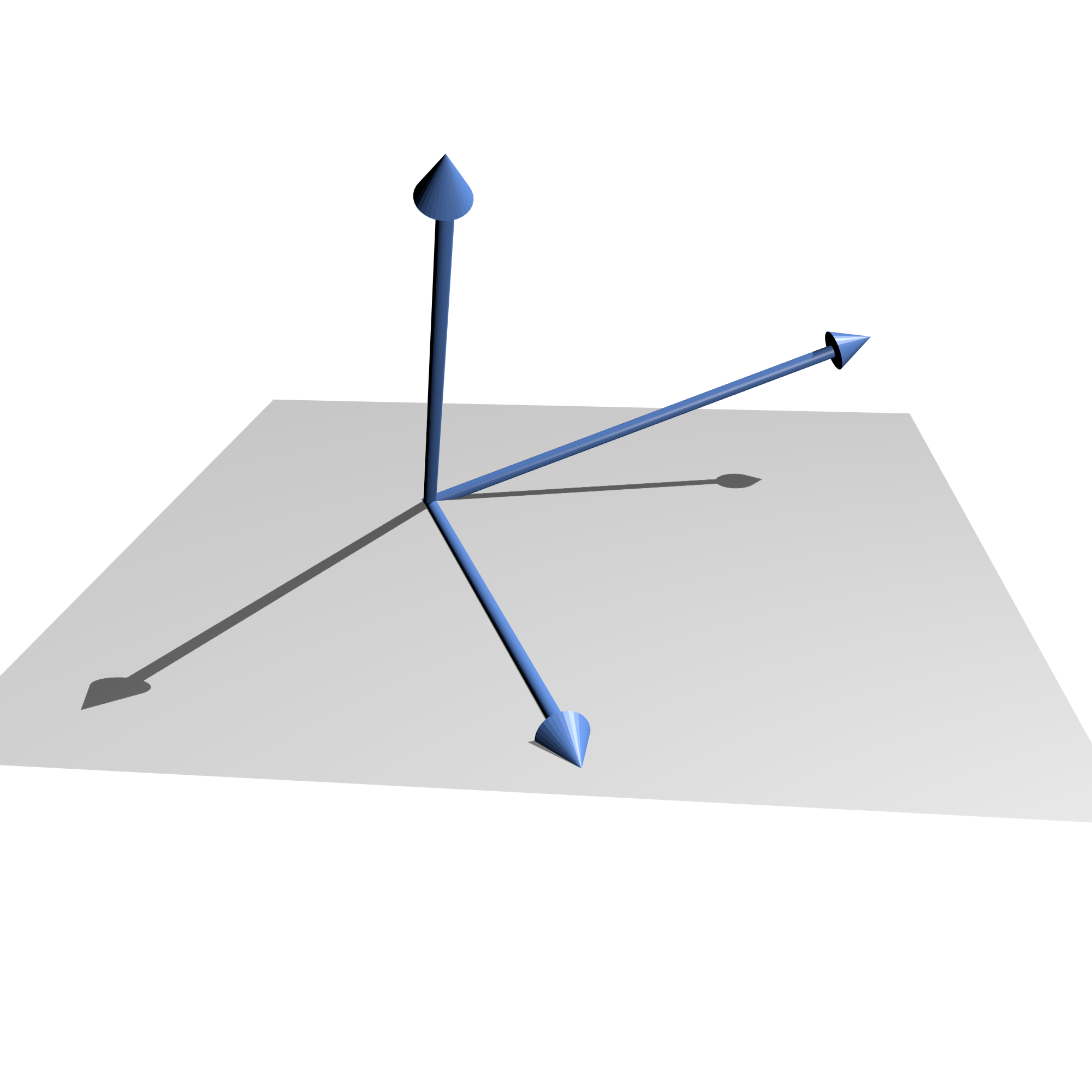
Linear unabhängige Vektoren in ℝ^{3}

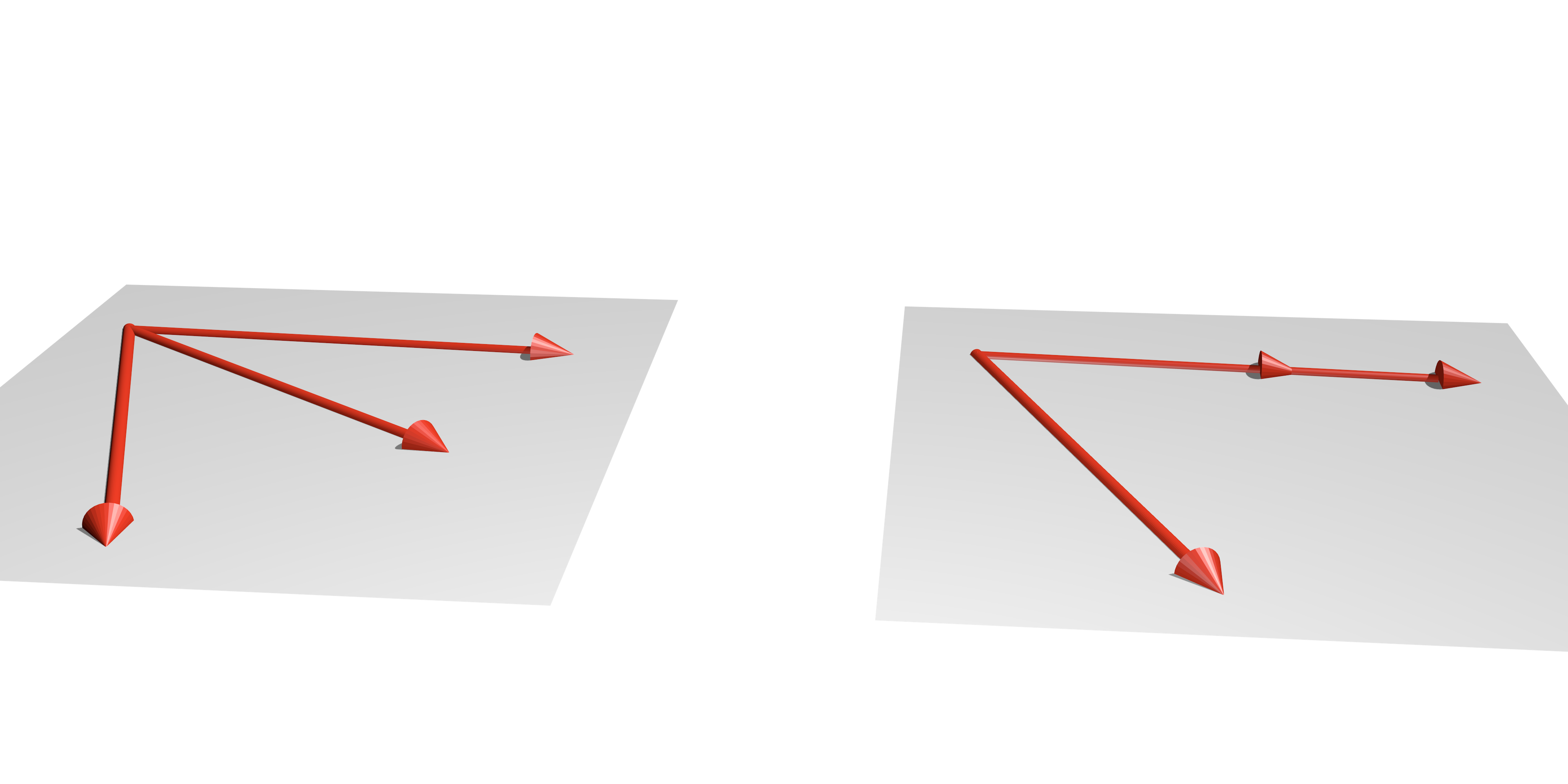
Linear abhängige Vektoren in einer Ebene in ℝ^{3}

In der linearen Algebra wird eine Familie von Vektoren eines Vektorraums linear unabhängig genannt, wenn sich der Nullvektor nur durch eine Linearkombination der Vektoren erzeugen lässt, in der alle Koeffizienten der Kombination auf den Wert null gesetzt werden. Äquivalent dazu ist, dass sich keiner der Vektoren als Linearkombination der anderen Vektoren der Familie darstellen lässt.
Andernfalls heißen sie linear abhängig. In diesem Fall lässt sich mindestens einer der Vektoren (aber nicht notwendigerweise jeder) als Linearkombination der anderen darstellen.
Zum Beispiel sind im dreidimensionalen euklidischen Raum {\displaystyle \mathbb {R} ^{3}} die Vektoren {\displaystyle (1,0,0)}, {\displaystyle (0,1,0)} und {\displaystyle (0,0,1)} linear unabhängig. Die Vektoren {\displaystyle (2,{-1},1)}, {\displaystyle (1,0,1)} und {\displaystyle (3,{-1},2)} sind hingegen linear abhängig, denn der dritte Vektor ist die Summe der beiden ersten, d. h. die Differenz von der Summe der ersten beiden und dem dritten ist der Nullvektor. Die Vektoren {\displaystyle (1,2,{-3})}, {\displaystyle ({-2},{-4},6)} und {\displaystyle (1,1,1)} sind wegen {\displaystyle 2\cdot (1,2,{-3})+({-2},{-4},6)=(0,0,0)} ebenfalls linear abhängig; jedoch ist hier der dritte Vektor nicht als Linearkombination der beiden anderen darstellbar.

## Definition
Ist {\displaystyle V} ein Vektorraum über einem Körper {\displaystyle K}, so heißen die Vektoren {\displaystyle {\vec {v}}_{1},{\vec {v}}_{2},...,{\vec {v}}_{n}} aus {\displaystyle V} linear unabhängig, wenn die einzig mögliche Darstellung des Nullvektors als Linearkombination 
{\displaystyle a_{1}{\vec {v}}_{1}+a_{2}{\vec {v}}_{2}+\dotsb +a_{n}{\vec {v}}_{n}={\vec {0}}}
mit Koeffizienten {\displaystyle a_{1},a_{2},\dots ,a_{n}} aus dem Grundkörper {\displaystyle K} diejenige ist, bei der alle Koeffizienten {\displaystyle a_{i}} gleich null sind („triviale Linearkombination des Nullvektors“). Formal liest sich diese Bedingung wie folgt:
{\displaystyle a_{1}{\vec {v}}_{1}+a_{2}{\vec {v}}_{2}+\dotsb +a_{n}{\vec {v}}_{n}={\vec {0}}\quad \Longrightarrow a_{1}=a_{2}=\ldots =a_{n}=0}.
Lässt sich dagegen der Nullvektor auch nichttrivial (mit Koeffizienten ungleich null) erzeugen, dann sind die Vektoren linear abhängig.
Ist {\displaystyle I} eine beliebige Indexmenge, so heißt eine Familie {\displaystyle ({\vec {v}}_{i})_{i\in I}} von Vektoren aus {\displaystyle V} linear unabhängig, falls jede endliche Teilfamilie linear unabhängig ist. Die Familie {\displaystyle ({\vec {v}}_{i})_{i\in I}} ist also genau dann linear abhängig, wenn es eine endliche Teilmenge {\displaystyle J\subseteq I} gibt, sowie Koeffizienten {\displaystyle (a_{j})_{j\in J}}, von denen mindestens einer ungleich null ist, so dass
{\displaystyle \sum _{j\in J}a_{j}{\vec {v}}_{j}={\vec {0}}.}
Der Nullvektor {\displaystyle {\vec {0}}} ist ein Element des Vektorraumes {\displaystyle V}. Im Gegensatz dazu ist 0 ein Element des Körpers {\displaystyle K}.
Der Begriff wird auch für Teilmengen eines Vektorraums verwendet: Eine Teilmenge {\displaystyle S\subseteq V} eines Vektorraums {\displaystyle V} heißt linear unabhängig, wenn jede Linearkombination von paarweise verschiedenen Vektoren aus {\displaystyle S} nur dann den Nullvektor darstellen kann, wenn alle Koeffizienten in dieser Linearkombination den Wert null haben. Man beachte folgenden Unterschied: Ist etwa {\displaystyle ({\vec {v}}_{1},{\vec {v}}_{2})} eine linear unabhängige Familie, so ist {\displaystyle ({\vec {v}}_{1},{\vec {v}}_{1},{\vec {v}}_{2})} offenbar eine linear abhängige Familie. Die Menge {\displaystyle \{{\vec {v}}_{1},{\vec {v}}_{1},{\vec {v}}_{2}\}=\{{\vec {v}}_{1},{\vec {v}}_{2}\}} ist dann aber linear unabhängig.

## Andere Charakterisierungen und einfache Eigenschaften
- Die Familie {\displaystyle (v_{i})_{i\in I}} von Elementen eines {\displaystyle K}-Vektorraums {\displaystyle V} ist genau dann linear unabhängig, wenn die lineare Abbildung {\displaystyle m\colon K^{(I)}\to V,(s_{i})_{i\in I}\mapsto \sum _{i:s_{i}\neq 0}s_{i}\cdot v_{i}} den Kern {\displaystyle \{0\}} hat.

- Die Vektoren {\displaystyle {\vec {v}}_{1},\ldots ,{\vec {v}}_{n}} sind genau dann linear unabhängig, wenn sich keiner von ihnen als Linearkombination der anderen darstellen lässt.
Diese Aussage gilt nicht im allgemeineren Kontext von Moduln über Ringen.

- Eine Variante dieser Aussage ist das Abhängigkeitslemma: Sind {\displaystyle {\vec {v}}_{1},\ldots ,{\vec {v}}_{n}} linear unabhängig und {\displaystyle {\vec {v}}_{1},\ldots ,{\vec {v}}_{n},{\vec {w}}} linear abhängig, so lässt sich {\displaystyle {\vec {w}}} als Linearkombination von {\displaystyle {\vec {v}}_{1},\ldots ,{\vec {v}}_{n}} schreiben.

- Ist eine Familie von Vektoren linear unabhängig, so ist jede Teilfamilie dieser Familie ebenfalls linear unabhängig. Ist eine Familie hingegen linear abhängig, so ist jede Familie, die diese abhängige Familie beinhaltet, ebenso linear abhängig.

- Elementare Umformungen der Vektoren verändern die lineare Abhängigkeit oder die lineare Unabhängigkeit nicht.

- Ist einer der {\displaystyle {\vec {v}}_{i}} der Nullvektor (hier: Sei {\displaystyle {\vec {v}}_{j}={\vec {0}}}), so sind diese linear abhängig – der Nullvektor kann erzeugt werden, indem alle {\displaystyle a_{i}=0} gesetzt werden mit Ausnahme von {\displaystyle a_{j}}, welches als Koeffizient des Nullvektors {\displaystyle {\vec {v}}_{j}} beliebig (also insbesondere auch ungleich null) sein darf.

- In einem {\displaystyle d}-dimensionalen Raum ist eine Familie aus mehr als {\displaystyle d} Vektoren immer linear abhängig (siehe Schranken-Lemma).

## Ermittlung mittels Determinante
Hat man {\displaystyle n} Vektoren eines {\displaystyle n}-dimensionalen Vektorraums als Zeilen- oder Spaltenvektoren bzgl. einer festen Basis gegeben, so kann man deren lineare Unabhängigkeit dadurch prüfen, dass man diese {\displaystyle n} Zeilen- bzw. Spaltenvektoren zu einer {\displaystyle n\times n}-Matrix zusammenfasst und dann deren Determinante ausrechnet. Die Vektoren sind genau dann linear unabhängig, wenn die Determinante ungleich 0 ist.

## Basis eines Vektorraums
Eine wichtige Rolle spielt das Konzept der linear unabhängigen Vektoren bei der Definition beziehungsweise beim Umgang mit Vektorraumbasen. Eine Basis eines Vektorraums ist ein linear unabhängiges Erzeugendensystem. Basen erlauben es, insbesondere bei endlichdimensionalen Vektorräumen mit Koordinaten zu rechnen.

## Beispiele
- {\displaystyle {\vec {u}}} und {\displaystyle {\vec {v}}} sind linear unabhängig und definieren die Ebene P.
- {\displaystyle {\vec {u}}}, {\displaystyle {\vec {v}}} und {\displaystyle {\vec {w}}} sind linear abhängig, weil sie in derselben Ebene liegen.
- {\displaystyle {\vec {u}}} und {\displaystyle {\vec {j}}} sind linear abhängig, da sie parallel zueinander verlaufen.
- {\displaystyle {\vec {u}}}, {\displaystyle {\vec {v}}} und {\displaystyle {\vec {k}}} sind linear unabhängig, da {\displaystyle {\vec {u}}} und {\displaystyle {\vec {v}}} voneinander unabhängig sind und {\displaystyle {\vec {k}}} sich nicht als lineare Kombination der beiden darstellen lässt bzw. weil sie nicht auf einer gemeinsamen Ebene liegen. Die drei Vektoren definieren einen drei-dimensionalen Raum.
- Die Vektoren {\displaystyle {\vec {0}}} (Nullvektor) und {\displaystyle {\vec {k}}} sind linear abhängig, da  {\displaystyle {\vec {0}}=0\cdot {\vec {k}}}

### Einzelner Vektor
Der Vektor {\displaystyle {\vec {v}}} sei ein Element des Vektorraums {\displaystyle V} über {\displaystyle K}. Dann ist der einzelne Vektor {\displaystyle {\vec {v}}} für sich genau dann linear unabhängig, wenn er nicht der Nullvektor ist.
Denn aus der Definition des Vektorraums folgt, dass wenn
{\displaystyle a\,{\vec {v}}={\vec {0}}} mit {\displaystyle a\in K}, {\displaystyle {\vec {v}}\in V}
nur {\displaystyle a=0} oder {\displaystyle {\vec {v}}={\vec {0}}} sein kann.

### Vektoren in der Ebene
Die Vektoren {\displaystyle {\vec {u}}={\begin{pmatrix}1\\1\end{pmatrix}}} und {\displaystyle {\vec {v}}={\begin{pmatrix}-3\\2\end{pmatrix}}} sind in {\displaystyle \mathbb {R} ^{2}} linear unabhängig.
Beweis:
Für {\displaystyle a,b\in \mathbb {R} } gelte
{\displaystyle a\,{\vec {u}}+b\,{\vec {v}}={\vec {0}},}
d. h.
{\displaystyle a\,{\begin{pmatrix}1\\1\end{pmatrix}}+b\,{\begin{pmatrix}-3\\2\end{pmatrix}}={\begin{pmatrix}0\\0\end{pmatrix}}}

Dann gilt
{\displaystyle {\begin{pmatrix}a-3b\\a+2b\end{pmatrix}}={\begin{pmatrix}0\\0\end{pmatrix}},}
also
{\displaystyle a-3b=0\ \wedge \ a+2b=0.}
Dieses Gleichungssystem ist nur für {\displaystyle a=0} und {\displaystyle b=0} erfüllt; d. h. {\displaystyle {\vec {u}}} und {\displaystyle {\vec {v}}} sind linear unabhängig.

### Standardbasis im n-dimensionalen Raum
Die kanonischen Einheitsvektoren
{\displaystyle {\begin{matrix}{\vec {e}}_{1}&=&(1,0,0,\dots ,0),\\{\vec {e}}_{2}&=&(0,1,0,\dots ,0),\\&\vdots &\\{\vec {e}}_{n}&=&(0,0,0,\dots ,1)\end{matrix}}}
sind im Vektorraum {\displaystyle \mathbb {R} ^{n}} linear unabhängig.
Beweis:   
Für {\displaystyle a_{1},a_{2},\dots ,a_{n}\in \mathbb {R} } gelte
{\displaystyle a_{1}\,{\vec {e}}_{1}+a_{2}\,{\vec {e}}_{2}+\dotsb +a_{n}\,{\vec {e}}_{n}={\vec {0}}.}
Dann gilt aber auch
{\displaystyle a_{1}\,{\vec {e}}_{1}+a_{2}\,{\vec {e}}_{2}+\dots +a_{n}\,{\vec {e}}_{n}=(a_{1},a_{2},\ \dots ,a_{n})={\vec {0}},}
und daraus folgt, dass {\displaystyle a_{i}=0} für alle {\displaystyle i\in \{1,2,\dots ,n\}}.

### Funktionen als Vektoren
Sei {\displaystyle V} der Vektorraum aller Funktionen {\displaystyle f\colon \mathbb {R} \to \mathbb {R} }.
Die beiden Funktionen {\displaystyle \mathrm {e} ^{t}} und {\displaystyle \mathrm {e} ^{2t}} in {\displaystyle V} sind linear unabhängig.
Beweis: Es seien {\displaystyle a,b\in \mathbb {R} } und es gelte
{\displaystyle a\,\mathrm {e} ^{t}+b\,\mathrm {e} ^{2t}=0}
für alle {\displaystyle t\in \mathbb {R} }. Leitet man diese Gleichung nach {\displaystyle t} ab, dann erhält man eine zweite Gleichung
{\displaystyle a\,\mathrm {e} ^{t}+2b\,\mathrm {e} ^{2t}=0}.
Indem man von der zweiten Gleichung die erste subtrahiert, erhält man
{\displaystyle b\,\mathrm {e} ^{2t}=0}.
Da diese Gleichung für alle {\displaystyle t} und damit insbesondere auch für {\displaystyle t=0} gelten muss, folgt daraus durch Einsetzen von {\displaystyle t=0}, dass {\displaystyle b=0} sein muss. Setzt man das so berechnete {\displaystyle b} wieder in die erste Gleichung ein, dann ergibt sich
{\displaystyle a\,\mathrm {e} ^{t}+0=0}.
Daraus folgt wieder, dass (für {\displaystyle t=0}) {\displaystyle a=0} sein muss.
Da die erste Gleichung nur für {\displaystyle a=0} und {\displaystyle b=0} lösbar ist, sind die beiden Funktionen {\displaystyle \mathrm {e} ^{t}} und {\displaystyle \mathrm {e} ^{2t}} linear unabhängig.

### Reihen
Sei {\displaystyle V} der Vektorraum aller reellwertigen stetigen Funktionen {\displaystyle f\colon (0,1)\to \mathbb {R} } auf dem offenen Einheitsintervall.
Dann gilt zwar
{\displaystyle {\frac {1}{1-x}}=\sum _{n=0}^{\infty }x^{n},}
aber dennoch sind {\displaystyle {\tfrac {1}{1-x}},1,x,x^{2},\ldots } linear unabhängig.
Linearkombinationen aus Potenzen von {\displaystyle x} sind nämlich nur Polynome und keine allgemeinen Potenzreihen, insbesondere also in der Nähe von 1 beschränkt, so dass sich {\displaystyle {\tfrac {1}{1-x}}} nicht als Linearkombination von Potenzen darstellen lässt.

### Zeilen und Spalten einer Matrix
Interessant ist auch die Frage, ob die Zeilen einer Matrix linear unabhängig sind oder nicht. Dabei werden die Zeilen als Vektoren betrachtet. Falls die Zeilen einer quadratischen Matrix linear unabhängig sind, so nennt man die Matrix regulär, andernfalls singulär. Die Spalten einer quadratischen Matrix sind genau dann linear unabhängig, wenn die Zeilen linear unabhängig sind. Beispiel einer Folge von regulären Matrizen: Hilbert-Matrix.

### Rationale Unabhängigkeit
Reelle Zahlen, die über den rationalen Zahlen als Koeffizienten linear unabhängig sind, nennt man rational unabhängig oder inkommensurabel. Die Zahlen {\displaystyle \lbrace 1,\,{\tfrac {1}{\sqrt {2}}}\rbrace } sind demnach rational unabhängig oder inkommensurabel, die Zahlen {\displaystyle \lbrace 1,\,{\tfrac {1}{\sqrt {2}}},1+{\sqrt {2}}\rbrace } dagegen rational abhängig.

## Verallgemeinerungen
Die Definition linear unabhängiger Vektoren lässt sich analog auf Elemente eines Moduls anwenden. In diesem Zusammenhang werden linear unabhängige Familien auch frei genannt (siehe auch: freier Modul).
Der Begriff der linearen Unabhängigkeit lässt sich weiter zu einer Betrachtung von unabhängigen Mengen verallgemeinern, siehe dazu Matroid.